# Apanteles levigaster
Apanteles levigaster är en stekelart som beskrevs av Granger 1949. Apanteles levigaster ingår i släktet Apanteles och familjen bracksteklar. Inga underarter finns listade i Catalogue of Life.